# Insuline

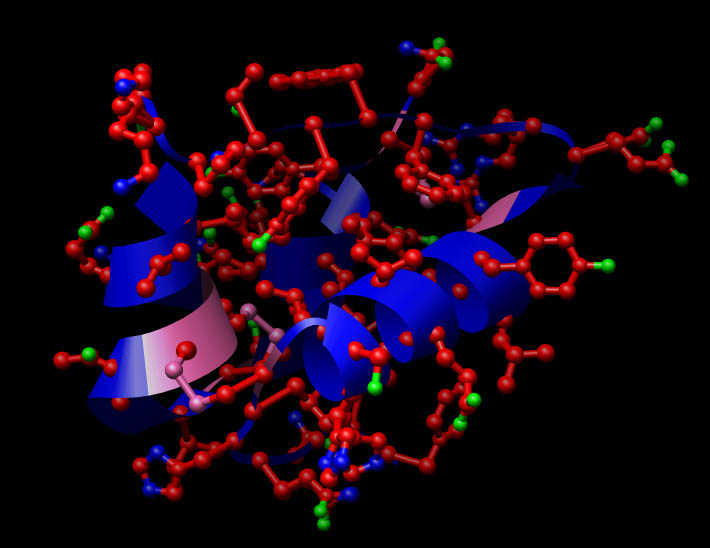
Insuline
koolstof
zuurstof
stikstof
zwavel

Insuline is een anabool polypeptidehormoon, een eiwitcomplex dat bestaat uit twee, door twee zwavelbruggen verbonden, polypeptiden. Het draagt aan het anabolisme bij. Polypeptiden zijn polymere ketens van aan elkaar geschakelde aminozuren. De molecuulformule van insuline is {\displaystyle {\ce {C_{257}H_{383}N_{65}O_{77}S_6}}}. Insuline heeft invloed op de stofwisseling en verlaagt de bloedglucosespiegel, het glucosegehalte van het bloed. Het speelt een essentiële rol in de suikerstofwisseling in het lichaam.
Insuline wordt gemaakt door de bètacellen van de alvleesklier in de eilandjes van Langerhans en via het bloed vervoerd. De naam insuline is in 1910 van deze eilandjes van Langerhans afgeleid, insula is het Latijn voor eiland.

## Diabetes mellitus
Diabetes mellitus of suikerziekte komt in twee typen voor, in type 1 en type 2. Bij beide typen is op een of andere manier de suikerstofwisseling verstoord. Type 1 wordt gekenmerkt door een tekort aan aangemaakte insuline vanuit de alvleesklier en type 2 door resistentie tegen insuline. Wanneer er geen insuline in het lichaam wordt gemaakt, is sprake van diabetes mellitus type 1, wanneer voldoende insuline gemaakt wordt, maar lichaamscellen onvoldoende op insuline reageren, is het diabetes mellitus type 2.

## Synthese van insuline in de alvleesklier
Insuline wordt gevormd uit pre-pro-insuline, 'voor-voor-insuline', die in het endoplasmatisch reticulum van de bètacellen wordt gesynthetiseerd. Dit preproinsuline wordt vervolgens in het golgiapparaat van de bètacel gesplitst in pro-insuline en uiteindelijk insuline. Bij de splitsing van pro-insuline ontstaat naast insuline een peptidefragment: het C-peptide. De twee overgebleven polypeptides die samen het insulinemolecuul vormen, zijn via twee zwavelbruggen aan elkaar bevestigd. Insuline en het C-peptide worden opgeslagen in granules in de bètacellen. Ze worden door exocytose gelijktijdig uitgescheiden, samen met kleinere hoeveelheden proinsuline. Het C-peptide komt dan samen met insuline in het bloed terecht. Op dit punt is onderscheid te maken tussen in het lichaam geproduceerd insuline en insuline die is geïnjecteerd. Bij een verhoogde insulineafgifte door het lichaam zal namelijk ook de hoeveelheid C-peptide stijgen. Bij geïnjecteerde insuline gebeurt dat niet.
C-peptide werd in het verleden biologisch inactief geacht. Recente studies hebben echter aangetoond dat het in staat is om moleculaire en fysiologische effecten te ontlokken en dat het C-peptide een bioactieve stof is, een noodzakelijke peptide.

## Afgifte

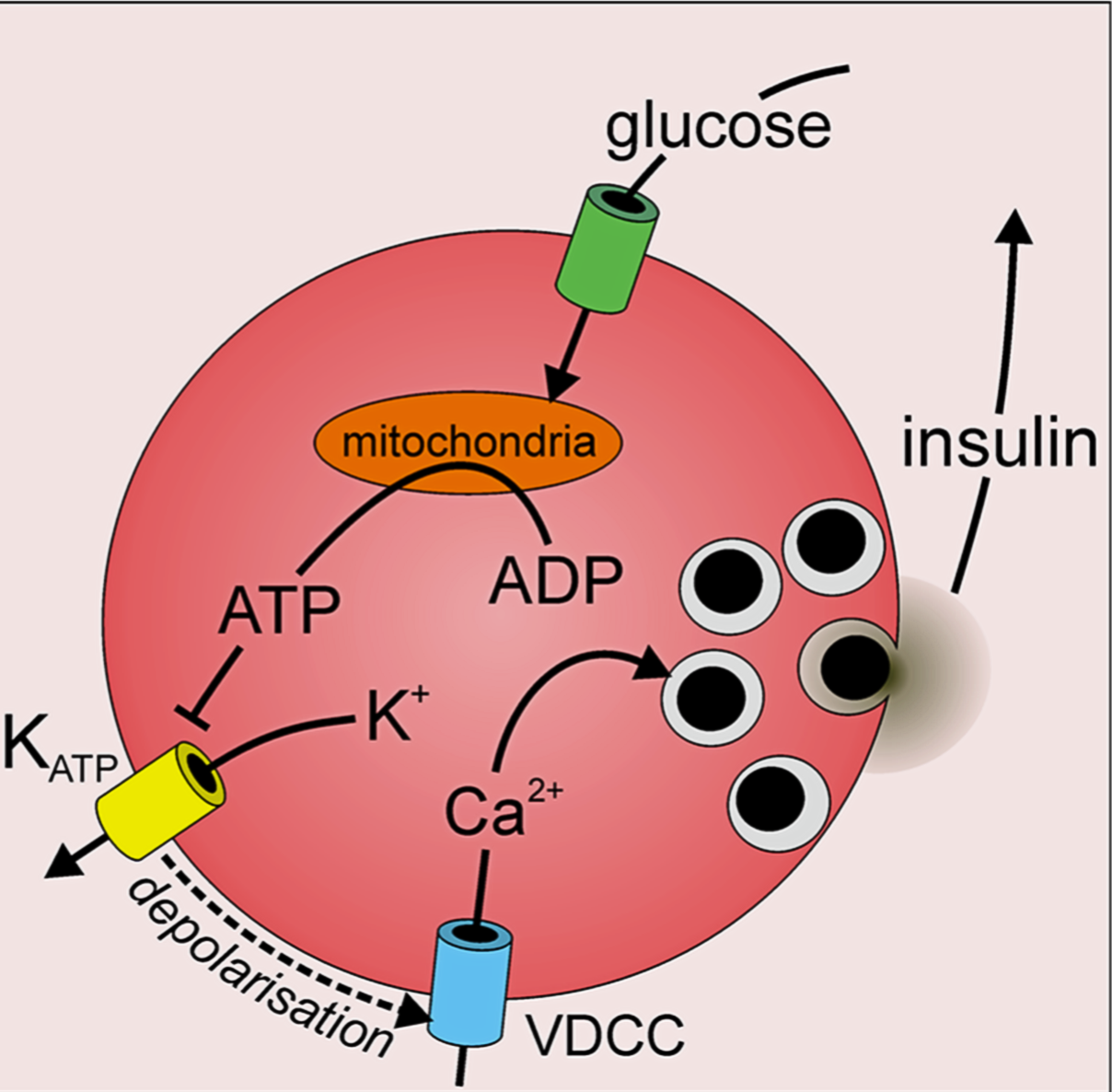
Insuline afgifte van de bètacel. VDCC: Spanningsafhankelijk calciumkanaal

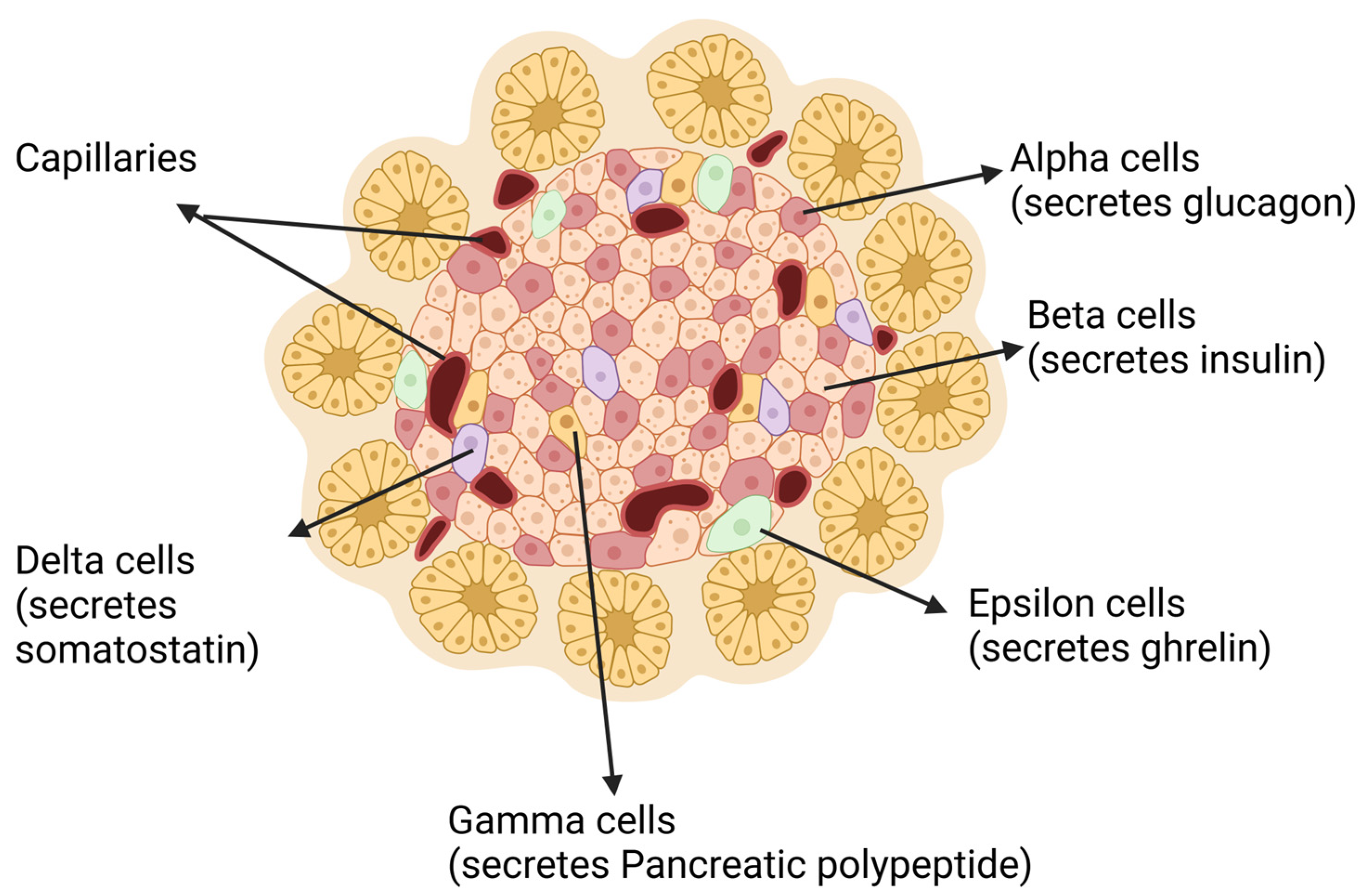
Celtypen in de eilandjes van Langerhans

Elke insuline-afscheidende bètacel bevat tussen de 5.000 en 13.000 insuline-afscheidende granulen. Bij een volwassen mens geven bètacellen tussen de 30 en 70 eenheden insuline per dag af, afhankelijk van het lichaamsgewicht. Acute stimulatie van de insulinesecretie omvat het vrijkomen van granulen die aanwezig zijn in het celmembraan. Langdurige stimulatie vereist de mobilisatie van reservegranulen via een mechanisme dat afhankelijk is van het granuletransportmechanisme. De insuline die wordt afgegeven door de secretoire vesikels wordt rechtstreeks in de tussenliggende ruimte afgegeven, vanwaar het de gefenestreerde (met poriën) capillairen van de eilandjes van Langerhans en vervolgens de poortader bereikt.
De belangrijkste factor die de afgifte van insuline vanuit de alvleesklier bepaalt, is de glucoseconcentratie, de bloedsuikerspiegel in het bloed. Andere stimulerende factoren zijn het gehalte van in het bloed aanwezige aminozuren, vetzuren en de werking van het parasympathische zenuwstelsel. Wanneer de bloedglucosespiegel stijgt, gaat glucose de bètacellen binnen via een membraaneiwit, de glucosetransporter GLUT-2. Glucose wordt in de bètacel via de normale weg, door middel van celademhaling omgezet. Hierbij spelen glycolyse en de citroenzuurcyclus een rol. Het leidt ertoe dat de concentratie ATP in de bètacel stijgt. Het gevormde ATP blokkeert kalium-ATP-kanalen, waardoor de celmembraan depolariseert en  het spanningsafhankelijk calciumkanaal zich opent. De calciumconcentratie in de cel stijgt en dat leidt ertoe dat insuline wordt afgegeven. Consumptie van veel suiker, bijvoorbeeld door frisdrank, leidt tot de productie van insuline.

## Werking
Insuline verlaagt het glucosegehalte, dus de bloedsuikerspiegel van het bloed, en remt de gluconeogenese, de glycogenolyse in de lever en de lipolyse, de vetverbranding.
Het insulinehormoon stimuleert:
- De opname van glucose door spiercellen en vetweefsel.
- Synthese van glycogeen uit glucose voor opslag in spier- en levercellen
- Synthese van vetzuren uit glucose
- Eiwitsynthese, onder andere in spierweefsel
- Transport van glucose door celmembranen de cellen in, via GLUT-4, zodat de glucose voor de celademhaling ter beschikking komt, waardoor de afbraak van vetten en glycogeen wordt verhinderd.
- Transport van K+-ionen naar de cellen waardoor de kaliumspiegel van het bloed wordt verlaagd.

Insuline regelt, samen met onder meer glucagon en adrenaline, de bloedsuikerspiegel. Insuline heeft een antagonistische, tegengestelde werking ten opzichte van glucagon, adrenaline, cortisol en andere glucosespiegel-verhogende hormonen.

## Bepaling insulinegehalte bloed
Het insulinegehalte van bloed kan met verschillende typen immunoassays worden bepaald. Het insuline uit een genomen bloedmonster zal binden aan specifieke, in het bloed aanwezige antistoffen en deze antistoffen bevatten dan vaak een bepaalde marker. De insulinemeting kan door hemolyse worden verstoord, exogeen, als geneesmiddel ingenomen, insuline, pro-insuline, insuline-antilichamen. Bij het vermoeden van een insulinoom wordt in het algemeen de vastenproef uitgevoerd.

### Toepassing
Bij de volgende medische indicaties vindt een insuline-meting plaats:
- Diagnostisch onverklaarde hyperglykemie
- Verdenking insulinoom
- Lokalisatie van een insulineproducerende tumor met behulp van katheterisatie

## Medicinale insuline
Het bestaan van insuline werd sinds 1890 verondersteld, nadat Oskar Minkowski en Joseph von Mering na verwijdering van de alvleesklier bij een hond suikerziekte zagen ontstaan. De volgende grote stap werd gezet door Eugine Opie, toen hij een verband legde tussen de eilandjes van Langerhans en suikerziekte. De Canadezen Frederick Banting en Charles Best slaagden er op 27 juli 1921 in insuline uit de alvleesklieren van honden te extraheren en te isoleren.
Insulinetherapie is de medische behandeling van mensen die aan diabetes lijden door hen extra insuline toe te dienen.
Leonard Thompson was de eerste diabetespatiënt, die met externe insuline werd behandeld. Dat werd in 1922 door Banting uitgevoerd. In Nederland werd, bij prof. Leonard Polak Daniels in Groningen, Jan Volkert Rijpperda Wierdsma begin 1923 als eerste persoon in Nederland met insuline behandeld. Nadat men ontdekte dat diabetes behandeld kan worden door de toediening van insuline ontstaat de behoefte om kunstmatig insuline te produceren. De eerste medicinale insuline werd geproduceerd uit de lichamen van koeien, paarden en varkens. De insuline die door het alvleesklier van deze dieren wordt geproduceerd is vrijwel identiek aan menselijke insuline en heeft dezelfde werking in het menselijk lichaam, hoewel soms door bijproducten allergische reacties ontstonden. De chemische samenstelling van insuline werd in 1956 door Frederick Sanger en diens medewerkers in Engeland gevonden. Dorothy Hodgkin publiceerde reeds in 1935 de eerste röntgenfoto's van insulinekristallen, maar het lukte haar pas om in 1969, na 35 jaar onderzoek, de ware structuur van insuline, een molecuul met meer dan 800 atomen, te ontrafelen.
Dierlijke insuline wordt tegenwoordig vrijwel niet meer gebruikt. Eli Lilly, een internationaal farmaceutisch bedrijf, bracht in 1982 de eerste synthetische humane insuline op de markt, humulin, ontwikkeld door Genentech. Synthetische humane insuline wordt geproduceerd met behulp van recombinant-DNA-technologie. Hierbij wordt menselijk DNA, dat codeert voor menselijke insuline, ingebracht in een Escherichia coli afgekort E coli-gastcel. Wanneer deze gastcellen zich vervolgens vermeerderen en groeien, produceren ze een synthetische insuline, die niet exact gelijk is aan fysiologische menselijke insuline.
Er werden in de jaren negentig in het laboratorium substanties ontwikkeld, die op insuline lijken, insuline-analoga of 'insuline-achtige substanties'. Deze zijn gebaseerd op synthetische humane insuline, maar zodanig aangepast dat ze een kortere en snellere, of juist een langere werking hebben. Eli Lilly bracht in 1996 met insuline lispro, merknaam 'humalog', het eerste insulineanalogon op de markt.
Actrapid, dat in de Verenigde Staten, Canada, Japan en China in de handel is onder de naam novolin, is een kortwerkende insuline-oplossing die via injectie aan de suikerpatiënt wordt toegediend. Actrapid wordt geproduceerd en sinds 2002 op de markt gebracht door Novo Nordisk. De werkzame stof is humane insuline, geproduceerd met recombinant-DNA-technologie. Actrapid wordt meestal, ongeveer een half uur, voor iedere maaltijd toegediend en wordt gebruikt in combinatie met een langwerkende insuline, zoals met insuline glargine, of lantus, of met insuline detemir of levemir.
Novo Nordisk brengt inmiddels ook insuline aspart, of novorapid, op de markt, dat ultrakortwerkend is en veel in insulinepompen wordt toegepast. De combinatie van ultrakortwerkende insuline en een in de tijd gespreide dosering is een betere benadering van de wijze waarop het menselijk lichaam de insuline zelf 'doseert', zodat de bloedsuikers beter kunnen worden gereguleerd.